# Woodlynne
Woodlynne es un borough ubicado en el condado de Camden en el estado estadounidense de Nueva Jersey. En el año 2010 tenía una población de 2.978 habitantes y una densidad poblacional de 4.963,33 personas por km².

## Geografía
Woodlynne se encuentra ubicado en las coordenadas 39°54′59″N 75°05′44″O / 39.91639, -75.09556.

## Demografía
Según la Oficina del Censo en 2000 los ingresos medios por hogar en la localidad eran de $39,138 y los ingresos medios por familia eran $39,669. Los hombres tenían unos ingresos medios de $33,520 frente a los $26,885 para las mujeres. La renta per cápita para la localidad era de $14,757. Alrededor del 13.9% de la población estaba por debajo del umbral de pobreza.